# Storaxbäume
Die Storaxbäume (Styrax) sind eine Pflanzengattung innerhalb der Familie der Storaxbaumgewächse (Styracaceae). Sie ist mit 120 bis 150 Arten die artenreichste Gattung dieser Familie.

## Beschreibung

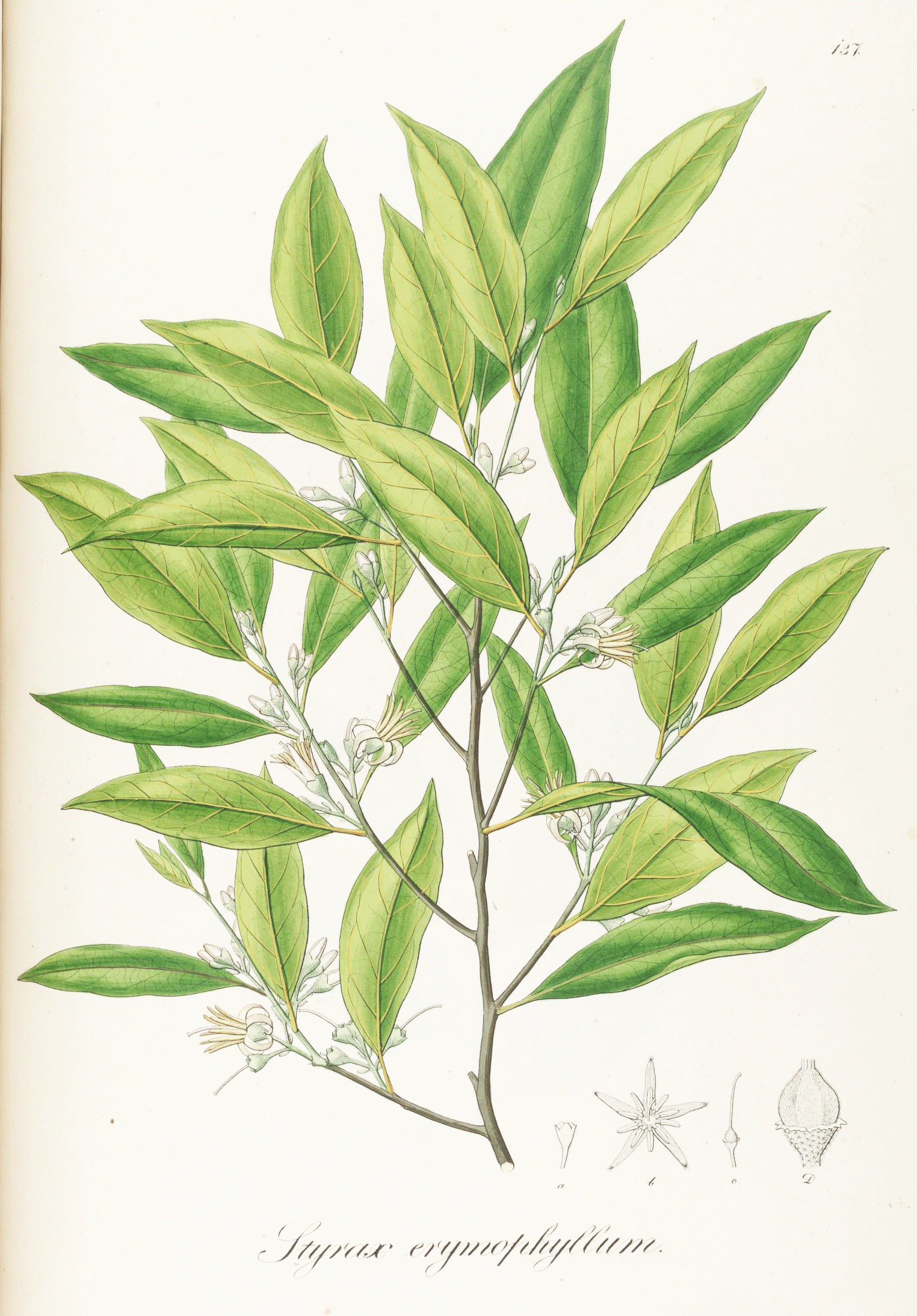
Illustration von Styrax glabratus

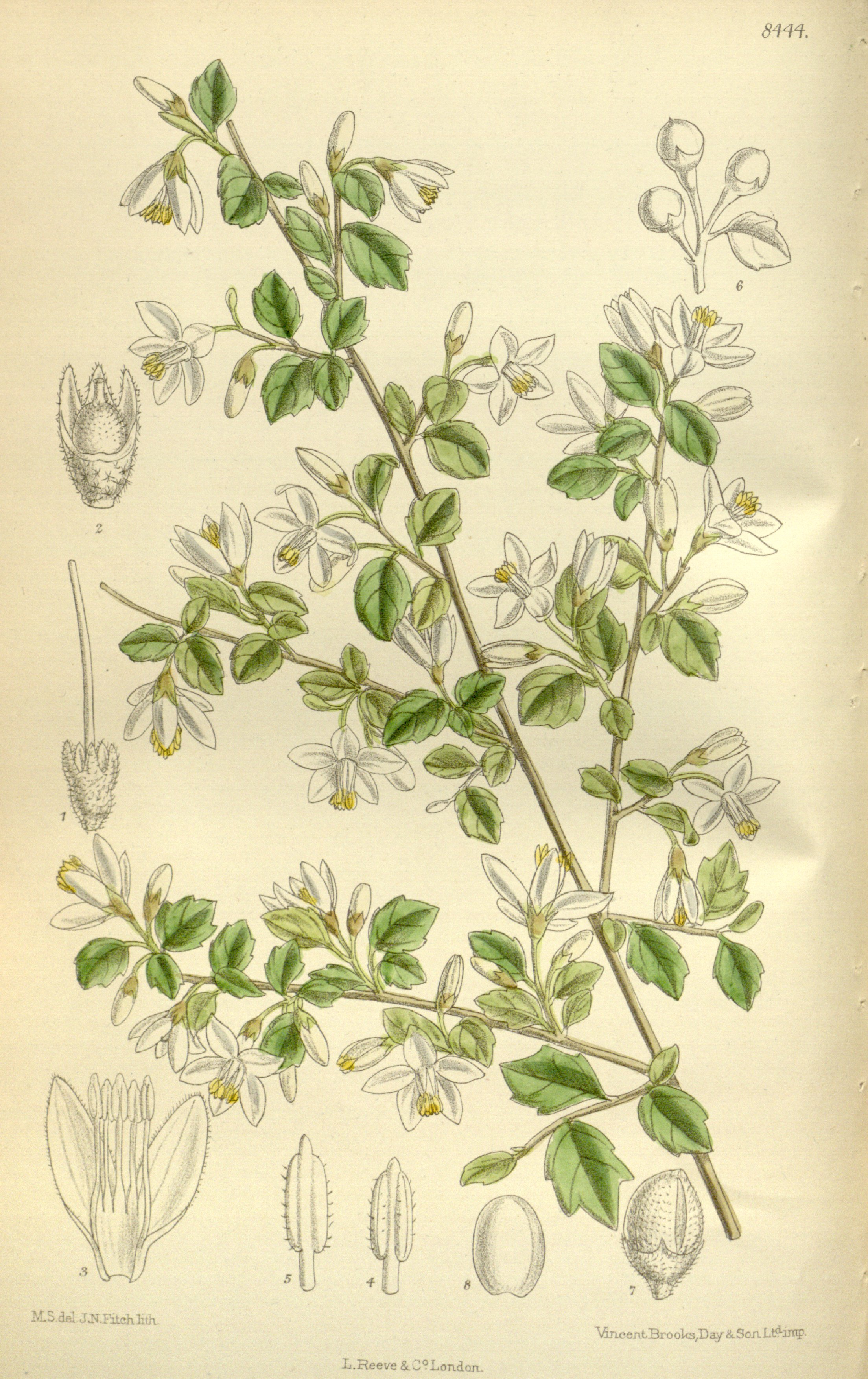
Illustration von Styrax wilsonii

### Vegetative Merkmale
Bei Styrax-Arten handelt es sich sowohl um sommergrüne als auch immergrüne kleine Bäume, manchmal auch Sträucher, die Wuchshöhen von 2 bis 20 Metern erreichen. Die sommergrünen Arten haben oft große Laubblätter, die bei einigen Arten bis zu 20 Zentimeter lang sind.
Die einfachen, meist wechselständigen Laubblätter sind behaart oder selten kahl. Nebenblätter sind keine vorhanden.

### Generative Merkmale
Die Blütenstände können traubig oder rispig oder zymös sein, selten stehen die Blüten in Büscheln oder einzeln.
Die zwittrigen, radiärsymmetrischen Blüten sind oft fünfzählig. Ihre reinweißen, manchmal auch etwas rötlichen Kronblätter neigen etwas zusammen, so dass die Blüten leicht glockenförmig sind. Es sind meist zehn (8 bis 13) Staubblätter vorhanden mit gelblichen Staubbeuteln. Der Fruchtknoten ist ober- oder mittelständig.
Die Früchte sind Steinfrüchte, deren Mesokarp sowohl fleischig wie ledrig-trocken sein kann. Die Früchte enthalten meist nur einen Samen. Es gibt Arten mit geflügelten Samen, die meisten Arten haben gerippte Samen und einige Arten haben glatte Samen.

## Systematik und Verbreitung
Die Gattung Styrax wurde 1753 durch Carl von Linné in Species Plantarum, Tomus 1, Seite 444 aufgestellt. Synonyme für Styrax L. sind: Adnaria Raf., Anthostyrax Pierre, Benzoin Hayne, Benzoina Raf., Camunium Adans., Cypellium Desv., Cyrta Lour., Darlingtonia Torr., Epigenia Vell., Foveolaria Ruiz & Pav., Pamphilia Mart. ex A.DC., Plagiospermum Pierre, Strigilia Cav., Tremanthus Pers., Trichogamila P.Browne
Die Styrax-Arten kommen in allen Arealen der Familie vor: Die meisten Arten stammen aus Ostasien, viele auch aus dem tropischen Südamerika oder Mexiko. Eine Art, der Storaxbaum (Styrax officinalis), kommt auch in Kleinasien, im östlichen Mittelmeerraum, und mit einer anderen Unterart in Kalifornien vor. Einzelne Standorte kennt man auch aus Italien.
In der Gattung Styrax gibt es 120 bis 150 Arten (Auswahl):

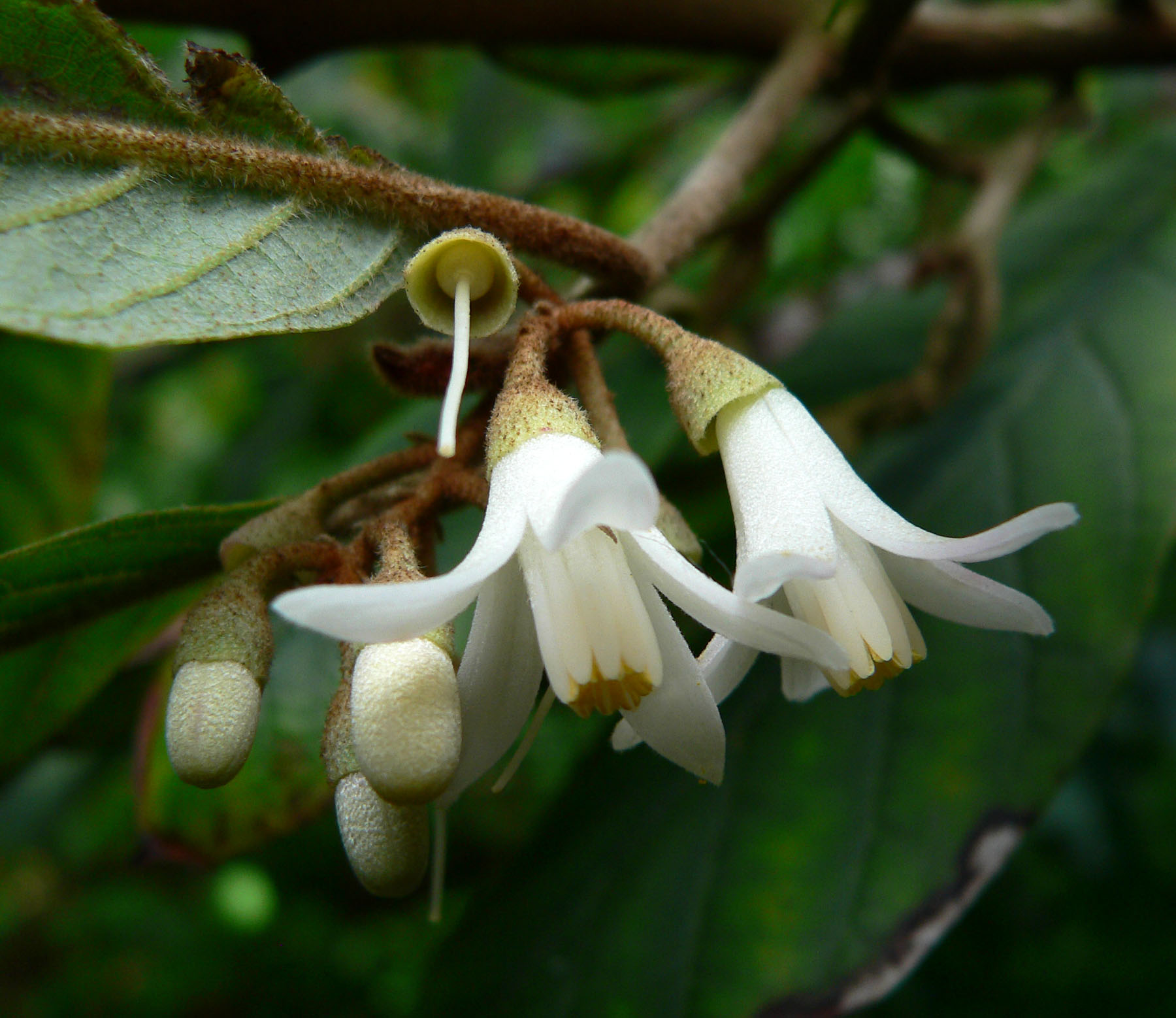
Blüten von Styrax argenteus

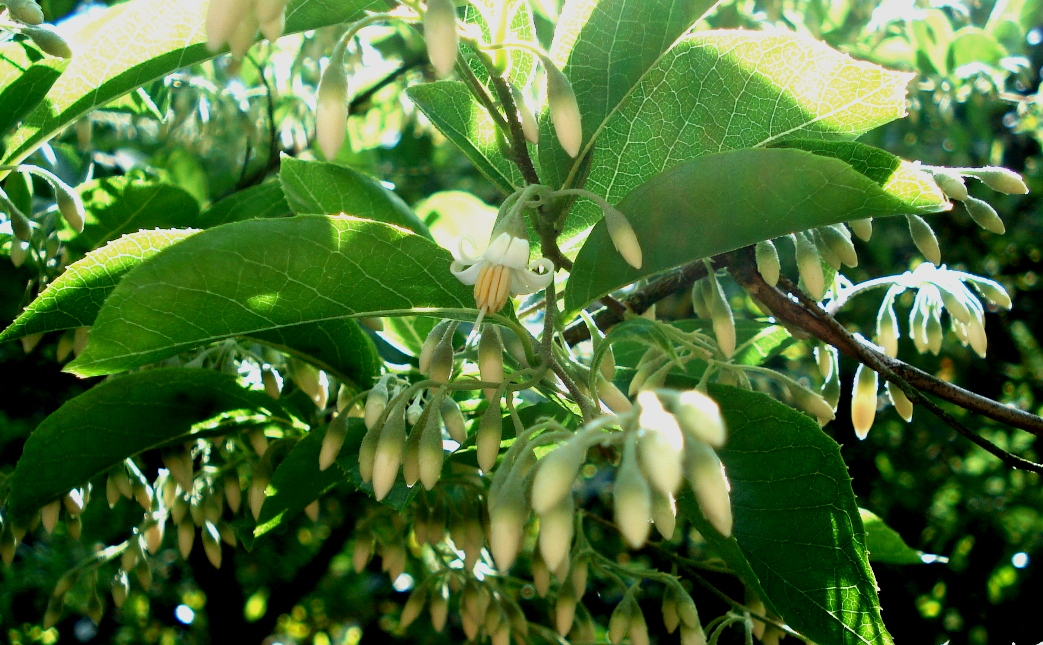
Blüten, Knospen und Blätter von Styrax dasyanthus

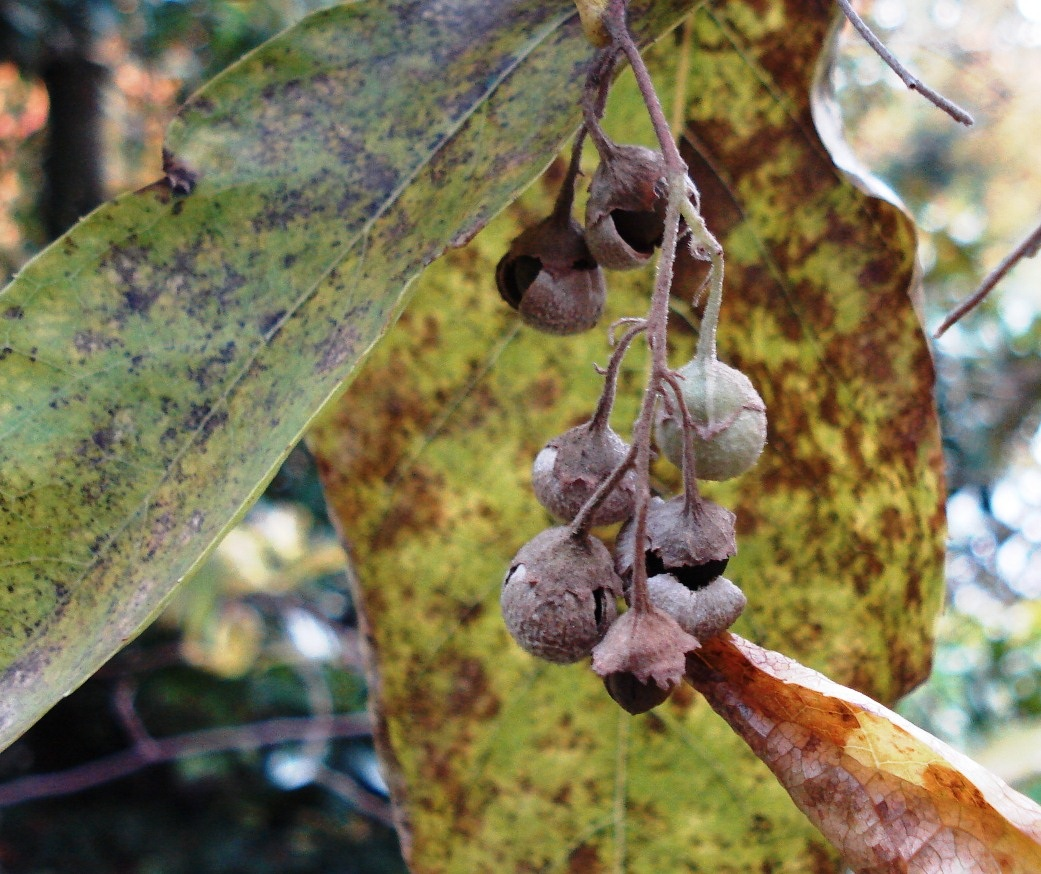
Früchte von Styrax dasyanthus

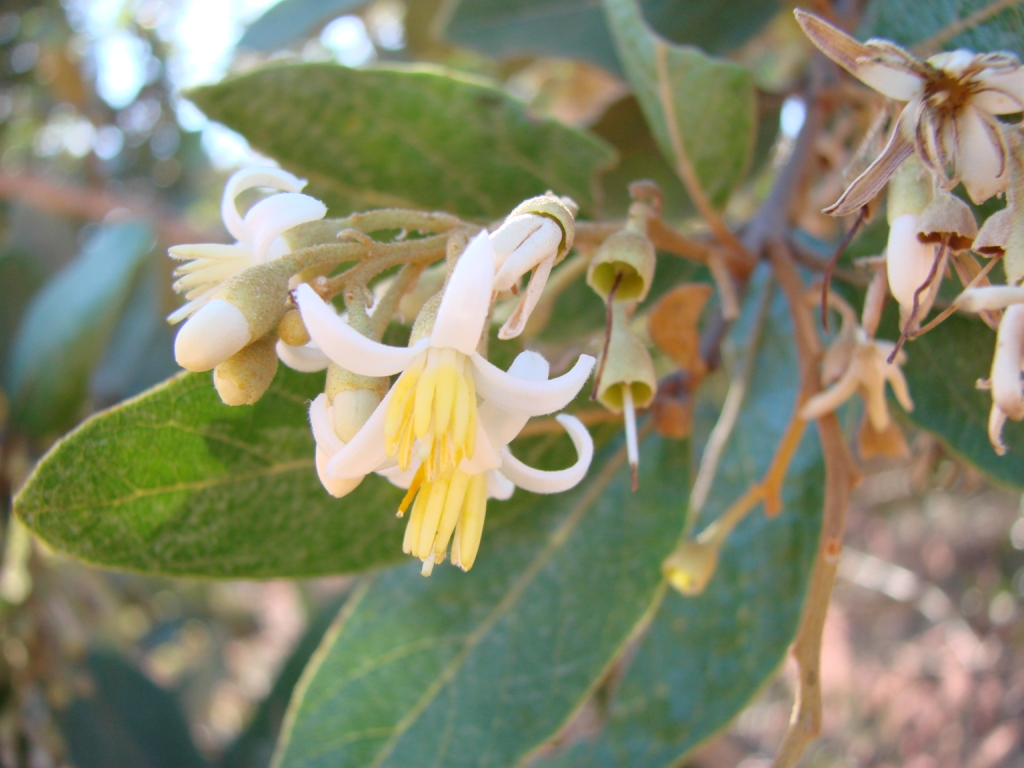
Styrax ferrugineus

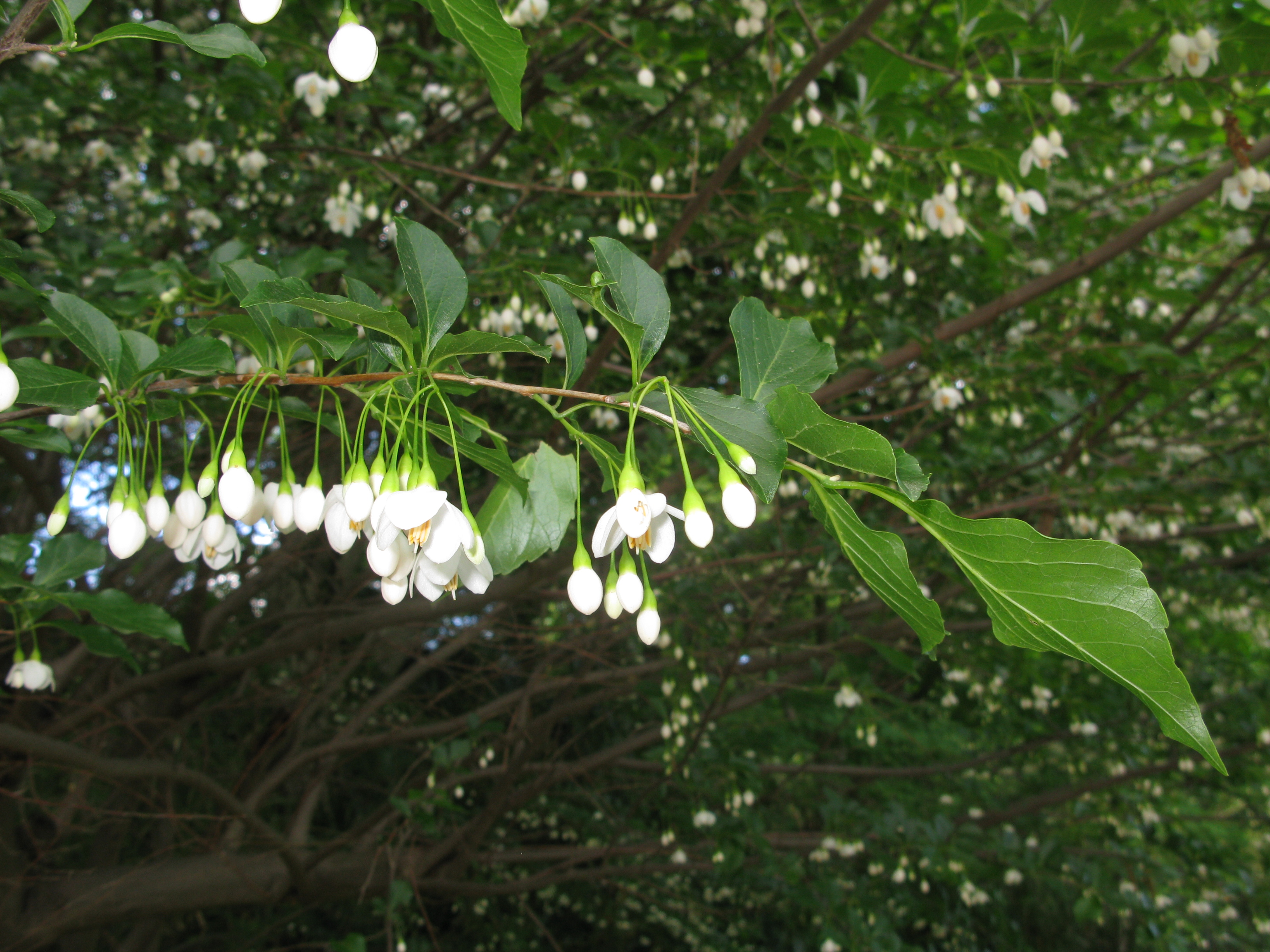
Japanischer Storaxbaum (Styrax japonicus)

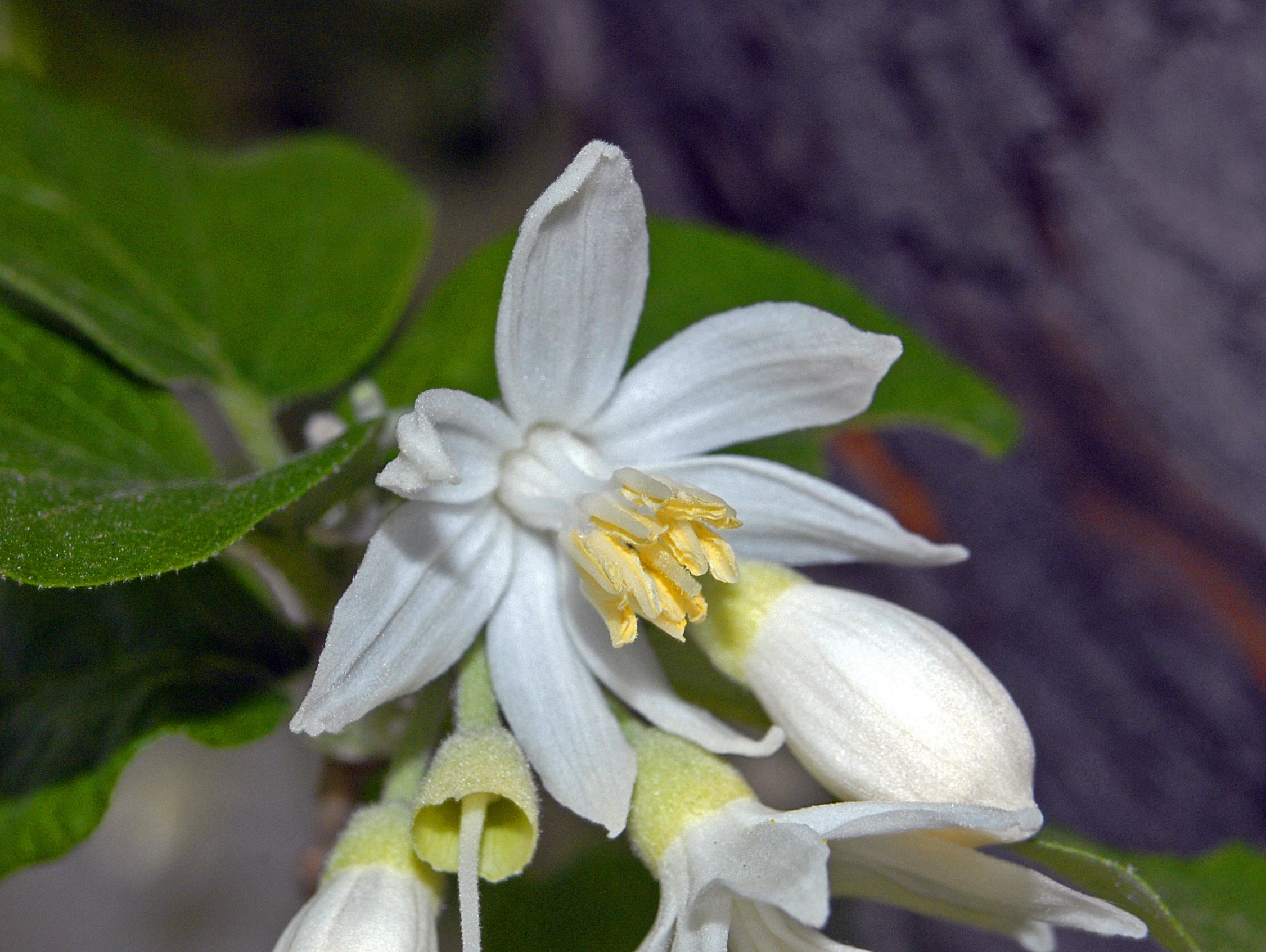
Blüte des Storaxbaums (Styrax officinalis)

- Styrax acuminatus Pohl: Südliches und südöstliches Brasilien und Paraguay.[2]
- Styrax agrestis (Lour.) G.Don: Laos und Vietnam.[2]
- Styrax americanus Lam.: Sie kommt in den Vereinigten Staaten vor.[3]
- Styrax apricus H.R.Fletcher: Thailand.[2]
- Styrax argenteus C.Presl: Sie kommt von Mexiko bis Panama vor.[2]
- Styrax argentifolius H.L.Li: China und nördliches Vietnam.[1][2]
- Styrax aureus Mart.: Brasilien.[2]
- Styrax austromexicanus P.W.Fritsch: Mexiko.[2]
- Styrax benzoides Craib: Sie kommt in Thailand, Laos, Vietnam und Yunnan vor.[3]
- Benzoeharzbaum (Styrax benzoin Dryand.): Er kommt in Indien, Indonesien, Malaysia, Thailand, Laos, Kambodscha, Vietnam und Myanmar vor.[3]
- Styrax bicolor Ducke: Südöstliches Kolumbien bis Peru und nördliches Brasilien.[2]
- Styrax buchananii W.W.Sm.: Nördliches Myanmar.[2]
- Styrax calvescens Perkins: Sie gedeiht am Waldrand an Hängen in Höhenlagen von 500 bis 1200 Metern in den chinesischen Provinzen südliches Henan, westliches Hubei, Hunan, Jiangxi sowie Zhejiang.[1]
- Styrax camporum Pohl: Sie kommt in Brasilien und Paraguay vor.[2]
- Styrax chinensis H.H.Hu & S.Ye Liang: China, Laos und Vietnam.[2]
- Styrax chrysocalyx P.W.Fritsch: Brasilien.[2]
- Styrax chrysocarpus H.L.Li: Yunnan.[2]
- Styrax confusus Hemsl. (Syn.: Styrax jucundus Diels, Styrax mollis Dunn, Styrax philadelphoides Perkins): Es gibt drei Varietäten in China vor.[1]
- Styrax dasyanthus Perkins: Sie kommt in China vor.[3]
- Styrax faberi Perkins: Sie kommt in China und in Taiwan vor.[3]
- Styrax ferrugineus Nees & Mart.: Bolivien bis Brasilien und Paraguay.[2]
- Styrax formosanus Matsum.: Sie kommt in China und in Taiwan vor.[3]
- Styrax grandifolius Aiton: Sie kommt in den Vereinigten Staaten vor.[3]
- Styrax hemsleyanus Diels: Sie kommt in China vor.[3]
- Styrax hookeri C.B.Clarke (Syn.: Styrax bashanensis S.Z.Qu & K.Y.Wang,[1] Styrax caudatus Perkins, Styrax macranthus Perkins Styrax perkinsiae Rehder, Styrax roseus Dunn, Styrax shweliensis W.W.Sm.): Sie kommt vom östlichen Himalaja bis China und Myanmar vor.[2]
- Japanischer Storaxbaum (Styrax japonicus Siebold & Zucc., Syn.: Styrax bodinieri H.Lév.,Styrax seminatus Farges): Sie kommt auf den Philippinen, in Laos, Vietnam, Japan, Korea, Taiwan und in China vor.[3] Mit der Varietät:
  - Styrax japonicus var. kotoensis (Hayata) Matsum. & Suzuki (Syn.: Styrax grandiflorus Griff., Styrax kotoensis Hayata): Sie kommt auf den Philippinen, in China, Japan und in Taiwan vor.[3]
- Styrax limprichtii Lingelsh. & Borza (Syn.: Styrax langkongensis W.W.Sm.): Sie kommt in Sichuan und in Yunnan vor.[3]
- Styrax maninul B.Walln.: Sie kommt in Brasilien vor.[2]
- Obassia-Storaxbaum (Styrax obassia Sieb. & Zucc.): Sie kommt in China, Korea und Japan vor.[2]
- Styrax odoratissimus Champ. ex Benth. (Syn.: Styrax veitchiorum Hemsl. & E.H.Wilson): Sie kommt in China vor.[3]
- Storaxbaum (Styrax officinalis L.)
- Styrax paralleloneurus Perkins: Sie kommt in Indonesien, Malaysia und in Thailand vor.[3]
- Styrax platanifolius Engelm.: Sie kommt in vier Unterarten in Texas und in Mexiko vor.[3]
- Styrax portoricensis Krug & Urb.: Dieser Endemit kommt in Puerto Rico vor.[3]
- Styrax redivivus (Torr.) L.C.Wheeler (Syn.: Darlingtonia rediviva Torr., Styrax californicus Torr., Styrax officinalis var. californicus (Torr.) Rehder): Sie kommt in Kalifornien vor.[3]
- Styrax serrulatus Roxb.: Sie kommt in Indien, Nepal, Thailand, Malaysia, Laos, Vietnam, Myanmar, Taiwan und in China vor.[3]
- Styrax shiraianus Makino: Sie kommt in Japan vor.[3]
- Styrax suberifolius Hook. & Arn.: Sie kommt in China und in Taiwan vor.[3]
- Styrax texanus Cory: Sie kommt in Texas vor. Sie wird von manchen Autoren auch als Unterart Styrax platanifolius Engelm. ex Torr. subsp. texanus (Cory) P.W.Fritsch zu Styrax platanifolius gestellt.
- Siam-Benzoeharzbaum (Styrax tonkinensis (Pierre) Craib ex Hartwich, Syn.: Styrax hypoglaucus Perkins): Sie kommt in Thailand, Laos, Kambodscha, Vietnam und in China vor.[3]
- Styrax wilsonii Rehder: Sie kommt in Sichuan vor.[3]
- Styrax wuyuanensis S.M.Hwang: Sie gedeiht an feuchten sowie schattigen Standorten und im Unterholz von Wäldern in Höhenlagen von etwa 2000 Metern im südlichen Anhui sowie nordöstlichen Jiangxi.[1]
- Styrax youngiae Cory: Sie kommt in Texas und in Mexiko vor. Sie wird von manchen Autoren auch als Unterart Styrax platanifolius Engelm. ex Torr. subsp. youngiae (Cory) P.W.Fritsch zu Styrax platanifolius gestellt.[3]
- Styrax zhejiangensis S.M.Hwang & L.L.Yu: Dieser Endemit gedeiht im Dickicht entlang von Ufern von Fließgewässern in Höhenlagen von etwa 900 Metern nur im Jiande Xian in der chinesischen Provinz Zhejiang.[1]

Folgende Arten werden anderen Gattungen zugeordnet:
- Styrax biaristatus W.W.Sm. → Huodendron biaristatum (W.W.Sm.) Rehder

## Verwendung

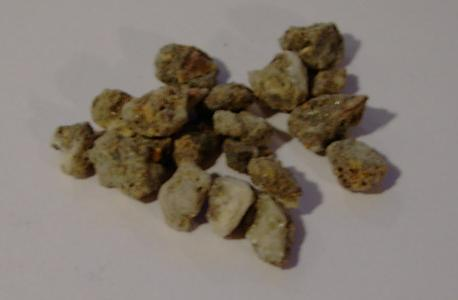
Benzoe-Harz

Einige der Arten besitzen wohlriechende Harze, die durch Einritzen der Rinde gewonnen werden, das Benzoeharz. Die wichtigsten darunter sind der Benzoeharzbaum (Styrax benzoin) und der Siam-Benzoeharzbaum (Styrax tonkinensis), sowie Styrax paralleloneurus, umstritten ist der Storaxbaum, der fast im gesamten Areal der Gattung vorkommt, und dessen angebliches Harz dann auch als Styrax oder Storaxharz bezeichnet wird. Andere sind die Sumatra-Arten Styrax ridleyanus und Styrax subpaniculatus, sowie Styrax serrulatus aus Indien und Malaysia und die neotropischen Arten Styrax camporum und Styrax ferrugineus, Styrax argenteus und Styrax warscewiczii, Styrax tessmannii, Styrax pearcei.
Das Benzoe-, Styraxharz wird als Räuchermittel, in der Kosmetik-, Parfümindustrie und zur Benzoesäuregewinnung, sowie als medizinische Tinktur genutzt.
Einige sommergrüne Arten, beispielsweise der Japanische Storaxbaum, der Obassia-Storaxbaum und wieder der Storaxbaum, werden aufgrund ihrer hübschen Blüten und Blätter, und weil sie nicht allzu groß werden, auch gerne in Gärten und Parks angepflanzt.